# I can't take it
I can’t take it is een single van Ernie Smith. Hij haalde er zelf geen commerciële successen mee in de Verenigde Staten en het Verenigd Koninkrijk.

## Versie van Johnny Nash
Dat veranderde toen Johnny Nash het nummer opnam onder de titel Tears on my pillow. Nash gaf die titel ook mee aan zijn toenmalige album. In het Verenigd Koninkrijk haalde Nash er de eerste plaats mee in de Britse Top 50 en hield elf weken stand in die hitparade. De Verenigde Staten lieten het opnieuw afweten.

## Hitnotering

### Nederlandse Top 40
Het was eerst alarmschijf.
| Positie: | 22 | 17 | 11 | 8 | 4 | 4 | 6 | 14 | 40 | uit |

### NederlandseDaverende 30
| Positie: | 19 | 12 | 6 | 5 | 5 | 5 | 5 | 13 | uit |

### BelgischeBRT Top 30
| Positie: | 28 | - | 19 | 27 | 16 | 6 | 5 | 6 | 15 | 14 | 17 | 23 | uit |

### VlaamseUltratop 30
| Positie: | 26 | 22 | 21 | 9 | 10 | 11 | 15 | 15 | 19 | 21 | uit |

### NPO Radio 2 Top 2000
Tears on My Pillow stond alleen in 1999 in de NPO Radio 2 Top 2000, op plek 1961.